# Eudendrium cingulatum
Eudendrium cingulatum är en nässeldjursart som beskrevs av William Stimpson 1854. Eudendrium cingulatum ingår i släktet Eudendrium och familjen Eudendriidae. Inga underarter finns listade i Catalogue of Life.